# اداره مستشاری ارتش ایران
مقارن با پایان جنگ‌ جهانی‌ دوم، حکومت پهلوی تصمیم گرفت برای بازسازی و به‌روزرسانی ارتش ایران، از خدمات مستشاران آمریکایی استفاده کند. مذاکرات با آمریکایی‌ها منجر به تشکیل اداره مستشاری ارتش ایران شد که مقر آن در یکی از ساختمان‌های ستاد بزرگ ارتشتاران بود. اداره مستشاری ارتش ایران، یکی از یگان‌های ناتو محسوب می‌شد و ریاست آن مستقیماً از معاون ناتو دستور می‌گرفت.
آخرین رئیس اداره مستشاری ارتش ژنرال فیلیپ گس بود که زیر نظر ژنرال رابرت هایزر، معاون ناتو قرار داشت. از سال ۱۳۵۰ به بعد، تعداد مستشار‌ها به بیش از ۴۰ هزار نفر می‌رسید.

## تاریخچه
از ماه اردیبهشت تا آبان ۱۳۲۱ (ماه مه تا ماه نوامبر ۱۹۴۲)، وزیر امور خارجه آمریکا و دولت شاهنشاهی ایران دربارهٔ اعزام مستشاران آمریکایی به ایران به توافق‌هایی دست یافتند. با وجود دشواری پیدا کردن افراد ماهر در گیرودار جنگ‌ جهانی‌ دوم، سه هیئت برای اعزام فوری به ایران در نظر گرفته شدند. در  مهبر ۱۳۲۱ (اکتبر ۱۹۴۲)، سرلشکر کلارنس ریدلی وارد تهران شد. سرهنگ نورمن شوارتسکف و سروان ویلیام پرستون به همراه سرهنگ دوم فیلیپ بون برای ژاندارمری شاهنشاهی ایران در مرداد ۱۳۲۱ (اوت ۱۹۴۲)، وارد تهران شده بودند. در دی ۱۳۲۱ (ژانویه ۱۹۴۳)، میلسپو به همراه شش نفر برای مدیریت امور اقتصادی به تهران آمدند.
اهداف هیأت‌های نظامی و مالی ریدلی، شورتسکف و میلسپو در کوتاه مدت مستقیماً به مقتضیات اقدامات جنگی متفقین علیه آلمان نازی در خاورمیانه مانند مرکز تدارکات خاورمیانه تحت نظارت بریتانیا (مستقر در مصر) و فرماندهی نیروهای تحت نظارت آمریکا در خلیج فارس، مربوط می‌شد. فرماندهی نیروهای یادشده در خلیج فارس را ژنرال دونالد کانلی برعهده داشت اما هدف بلندمدت این سه هیئت مستقیماً به روابط آمریکا و ایران پس از جنگ جهانی دوم مربوط می‌شد.
والس مری که بعدها سفیر آمریکا در ایران شد، در مرداد ۱۳۲۱ (اوت ۱۹۴۲) اظهار داشت که به زودی در موقعیت اداره واقعی ایران از طریق بدنه عظیمی از مستشاران آمریکایی قرار خواهیم گرفت که دولت ایران مشتاقانه به دنبال آن‌هاست و دولت بریتانیا به شدت آن‌ را توصیه می‌کند.

## ساختار
در هر یک از نیروهای سه‌گانه زمینی، هوایی و دریایی ایران، یک ژنرال و در ژاندارمری کشور، یک سرهنگ و تعدادی افسر و درجه‌دار آمریکایی، رسماً برابر مقررات استخدام شده بودند که به افسران و درجه‌داران نیروهای مسلح شاهنشاهی ایران در امور آموزشی و لجستیکی به خصوص مسائل تخصصی و فنی مربوط به تسلیحات و تجهیزات خریداری شده از آمریکا، کمک می‌کردند.
اداره مستشاری ارتش ایران در ساختمان ستاد و در کنار سایر ادارات ستاد بزرگ ارتشتاران مستقر و تحت نظارت رئیس اداره مستشاری که یک ژنرال آمریکایی بود، اداره می‌شد. آخرین رئیس ادارهٔ مستشاری سرلشکر فیلیپ گس بود که سمت مستشار نظامی رئیس ستاد را هم به عهده داشت.
وظایف اداری مستشاری عبارت بود از:
- تأمین نیازمندی نیروها از لحاظ امور آموزش پرسنل اعزام افسران و درجه‌داران برای طی دوره‌های آموزشی تخصصی به کشور آمریکا
- امور لجستیکی یگان‌ها «مانند تأمین قطعات یدکی اسلحه و وسایل خریداری شده از آمریکا و مهمات مربوط به آن‌ها»
- نظارت در اجرای برنامه‌های آموزشی و نگهداری وسایل نظامی به منظور بالابردن آمادگی رزمی نیروها

مستشاران آمریکایی، بیش از ۳۰ سال مشاور نظامی فرمانداران ارتش ایران بوده و با شرکت در تمام برنامه‌های آموزشی، عملیاتی، اطلاعاتی و لجستیکی نیروهای سه‌گانه در کنار پرسنل ایرانی در ستادها، ادارات و یگان‌های رزمی خدمت می‌کردند.

## حقوق مستشاران
در بند ج «قانون اجازه استخدام مستشاران آمریکایی» ذکر شده است که دولت ایران ماهانه باید به «روسای هیئت های مستشاری آمریکا: ۴۲۰۰ دلار، معاونین هیئت‌ها: ۳۹۰۰ دلار، افسران عضو هیئت: ۳۷۵۰ دلار و درجه‌داران زیر مجموعه هیئت: ۲۷۰۰ دلار» حقوق بدهد. سپهبد خلیل بخشی‌آذر که ریاست اداره پنجم ستاد کل ارتش شاهنشاهی را بر عهده داشت، گفت: «در سال ۱۳۵۶، کل حقوق ماهانه پرسنل ارتش ایران برابر ۱۴ میلیارد تومان بود در حالی که مستشاران آمریکایی ماهانه ۱۷ میلیارد تومان دریافتی داشتند».